# Cute High Earth Defense Club Love!
Binan Koukou Chikyuu Bouei-bu Love! (яп. 美男高校地球防衛部LOVE! бинан ко:ко: тикю: бо:эй-бу рабу) — аниме-сериал студии Diomedéa, премьера первой серии которого состоялась 7 января 2015 года. Режиссёр — Синдзи Такамацу, сценарист — Митико Ёкотэ .
Помимо аниме выпускается манга и ранобэ. Манга Binan Kokou Chikyuu Seifuku-bu LOVE! выпускается с октября 2014 год повествует о повседневной жизни клуба «захватчиков», антагонистов главных героев. Ранобэ с одноимённым названием выпускается с 7 января 2015 года, автор — Такахаси Нацуко, иллюстратор — Хара Юмико. Также анонсирована отомэ-игра от разработчиков Anipani Co. Ltd для платформ iOS и Android, которая выйдет в феврале 2015.

## Сюжет
В «клубе защиты Земли» старшей школы Бинан числятся пять парней, в реальности не занимающихся никакой общей деятельностью. Однажды на двух членов клуба, Эна и Ацуси, отдыхающих в бане Куротама, из ниоткуда сваливается розовый вомбат и просит их помочь спасти Землю. Вомбата видит Юмото, третий член клуба, и пытается его затискать, из-за чего тот убегает. На следующий день Вомбат заявляется в школу под видом питомца одного из учителей, и продолжает требовать от Эна, Ацуси и Юмото, а также от двух оставшихся членов клуба, Ио и Рю, чтобы они помогли ему в защите Земли. В результате Вомбат превращает всех их в Хранителей Любви, наследников Трона Любви.
Отныне клубу защиты Земли приходится по-настоящему защищать Землю от чудовищ Синего Алмаза – организации, собирающейся завоевать мир. В обычной жизни Синий Алмаз – школьный совет старшей Бинан, подчиняющийся зелёному ежу по имени Зундар. Во главе совета стоит Кинширо Кусацу, ненавидящий клуб Защиты за то, что в нём состоит Ацуси, его бывший друг.
В какой-то момент клубом защиты заинтересовывается школьное общество СМИ, являющееся агентом Хиреаши – рыбы-начальника Зундара…

## Персонажи

### Животные-инопланетяне
Вомбат (яп. ウォンバット) — розовый вомбат., прилетевший на Землю, чтобы спасти её от уничтожения Зундаром и Хиреаши. Настоящее его имя неизвестно, так как при попытке произнести его Вомбат лишь извергает из себя непонятные звуки. Любит употреблять слова, содержащие корень «любовь». Собственноручно придумал атаки, речёвки и имена хранителей любви. В начале аниме случайно убил учителя старшей школы Бинан, Тавараяму, поэтому большую часть сюжета занимается его воскрешением.
Сэйю: Макото Тэрада
Зундар (яп. ズンダー) — зелёный ёж с планеты Эвил, вместе с Хиреаши работает над реалити-шоу «Удастся ли мне уничтожить Землю?». Руководит действиями школьного совета Бинан, убедив их, что с его помощью они смогут завоевавать Землю. Особое влияние имеет на Кинширо Кусацу (в манге Кинширо убеждён, что только Зундар понимает всю боль предательства, пережитого им в средней школе). Любит есть улиток, чем вызывает ужас у Ибуши Аримы, а также часто залезает в чайные чашки.
Хиреаши (яп. ヒレアシ) — красно-белая рыба (точнее, рыб). Руководитель проекта «Удастся ли мне уничтожить Землю?». Живёт в кабинете школьного общества СМИ, с которым сотрудничает, платя им за то, чтобы они разыскивали информацию о хранителях любви. Вплоть до десятой серии аниме не произносил ни слова.

### Хранители любви/Клуб защиты Земли
Их задача после того, как Вомбат насильно дал им магические силы — с помощью любви превращать чудовищ, созданных Синим Алмазом, обратно в людей.
Юмото Хаконэ (яп. 箱根有基 Хаконэ Ю:мото) — Юмото Хаконэ — — ученик первого класса старшей школы. Его семья владеет баней Куротама, в которую любят ходить главные герои. Юмото — активный и беззаботный парень, который любит пушистые вещи, поэтому часто тискает Вомбата. У Юмото есть старший брат Гора, когда-то состоявший в предыдущем поколении хранителей любви.
Превращается в «сияющего Алого принца-хранителя» (яп. キラメキ王子・バトラヴァ・スカーレット кирамэки о:дзи баторава сука:рэтто). Его цвет — красный, стихия — свет.
Сэйю: Кадзутоми Ямамото
Эн Юфуин (яп. 由布院 煙 Юфуин Эн) — ученик третьего класса старшей школы. Выглядит самым ленивым из членов клуба. Одноклассник и лучший друг Ацуси Кинугавы (подружились они ещё в средней школе, после того, как сходили вместе поесть карри). Превращается во «сверкающего Лазурного принца-хранителя» (яп. ヒラメキ王子・バトラヴァ・セルリアン хирамэки о:дзи баторава сэруриан). Его цвет — голубой, стихия — вода.
Сэйю: Юитиро Умэхара
Ацуси Кинугава (яп. 鬼怒川 熱史 Кинугава Ацуси) — ученик третьего класса старшей школы. Носит очки. Ацуси — серьёзный юноша из богатой семьи, лучший ученик школы после главы школьного совета, Кусацу. Лучший друг Эна. В детстве дружил с Кинширо Кусацу; получил от него прозвище «Ат-чан». Когда Кинширо обиделся на него в средней школе, решил ничего не предпринимать, чтобы не причинять ему лишней боли; в итоге к моменту действия они так и не помирились. Превращается в «пронзительного Изумрудного принца-хранителя» (яп. ツラヌキ王子・バトラヴァ・エピナール цурануки о:дзи баторава эпина:ру). Его цвет — зелёный, стихия — воздух.
Сэйю: Котаро Нисияма
Ио Наруко (яп. 鳴子硫黄 Наруко Ио:) — ученик второго класса старшей школы. Несмотря на то, что он всё ещё ученик школы, Ио уже зарабатывает деньги на рынке ценных бумаг. Его девиз — «Жизнь — это деньги». Его лучший друг — Рю, с которым его можно заметить в кабинете клуба в школе. В манге восхищается Акоей Геро, как отпрыском очень богатой семьи. Превращается в «буйного Серного принца-хранителя» (яп. トドロキ王子・バトラヴァ・サルファー тодороки о:дзи баторава саруфа:). Его цвет — жёлтый, стихия — земля.
Сэйю: Юсукэ Сирай
Рю Дзао (яп. 蔵王 立 Дзао: Рю:) — ученик второго класса старшей школы. Пользуется популярностью среди девушек, хотя слухи опровергают это. Он часто думает о том, что сможет привлечь девушек к нему. Не ладит с секретарём школьного совета, Акоей Геро: они часто не сходятся во мнениях. Превращается в «волнующего огненного принца-хранителя» (яп. トキメキ王子・バトラヴァ・ヴェスタ токимэки о:дзи баторава вэсута). Его цвет — розовый, стихия — огонь.
Сэйю: Тосики Масуда

### Синий Алмаз/Школьный совет старшей Бинан
Подчинённые Зундара, они пытаются завоевать Землю, насылая на неё чудовищ, превращённых из людей (в манге также озвучиваются планы разной степени абсурдности: например, намерение поменять соль в столовой на сахар).
 Кинширо Кусацу (яп. 草津 錦史郎) — глава школьного совета, ученик третьего класса, лучший ученик школы. Очень строгий и требовательный к другим человек, родившийся в богатой семье. Любит чайные церемонии и стрельбу из лука; ненавидит беспорядок. В детстве дружил с Ацуси, который называл его «Кин-чан»;загадывал на падающую звезду желание всегда быть вместе с ним. В средней школе воспринял как предательство то, что Ацуси пошёл есть карри с Эном (так как до этого Ацуси отказался идти домой с Кинширо, солгав, что слишком занят) и перестал с ним общаться. В душе до сих пор переживает из-за произошедшего, поэтому не принимает ничьих попыток стать к нему ближе (кроме Зундара, который знает всю историю). Превращается в Золотого Шевалье, сияющего в блеске. В 11 серии аниме, узнав, что Ацуси — хранитель любви, превратился в Темного Шевалье, страдающего во мраке. Его цвета — золотой и фиолетовый, стихия — свет.
 Ибуши Арима (яп. 有馬 燻) — вице-глава школьного совета, ученик третьего класса. Услужливый и вежливый со всеми парень, ведёт себя как слуга Кинширо, хоть и происходит из более древнего рода. По манге в детстве он был знаком с Ацуси и Кинширо; Кинширо был первым в его жизни, кто искренне ему улыбался и предлагал свою дружбу без какой-либо цели. Когда же они встретились снова в старшей школе, Арима сразу понял, что с Кинширо что-то произошло и решил приглядывать за ним; поэтому он и вступил в школьный совет и в Синий Алмаз. Превращается в Серебряного Шевалье, шуршащего листьями. Арима до безумия боится улиток, не может даже слышать этого слова. Его цвета — зелёный и серебряный, стихия — ветер.
 Акоя Геро (яп. 下呂 阿古哉) — секретарь школьного совета, ученик второго класса. Считает себя самым красивым человеком на свете, в манге даже дважды называет себя «святым ангелом», однако обладает наглым и дерзким характером. Происходит из очень богатой семьи. Вопреки внешности, однажды оказывается достаточно силён, чтобы одним ударом нанести серьёзный вред Киносаки Ко. По манге сильно привязан к Ариме и Киширо за то, что они никогда не смеялись над его фамилией («Геро» — в переводе слэнговое название рвоты и звук кваканья лягушки, из-за чего над Акоей часто издевались в детстве). Иногда проявляет странный интерес к Ио. Превращается в Жемчужного Шевалье, распускающего цветы. его цвет — перламутровый, стихия — цветы.